# Ctenoberta abanga
Ctenoberta abanga är en fjärilsart som beskrevs av Louis Beethoven Prout 1915. Ctenoberta abanga ingår i släktet Ctenoberta och familjen mätare. Inga underarter finns listade i Catalogue of Life.